# Andrzej Czarnecki (kawalkator)

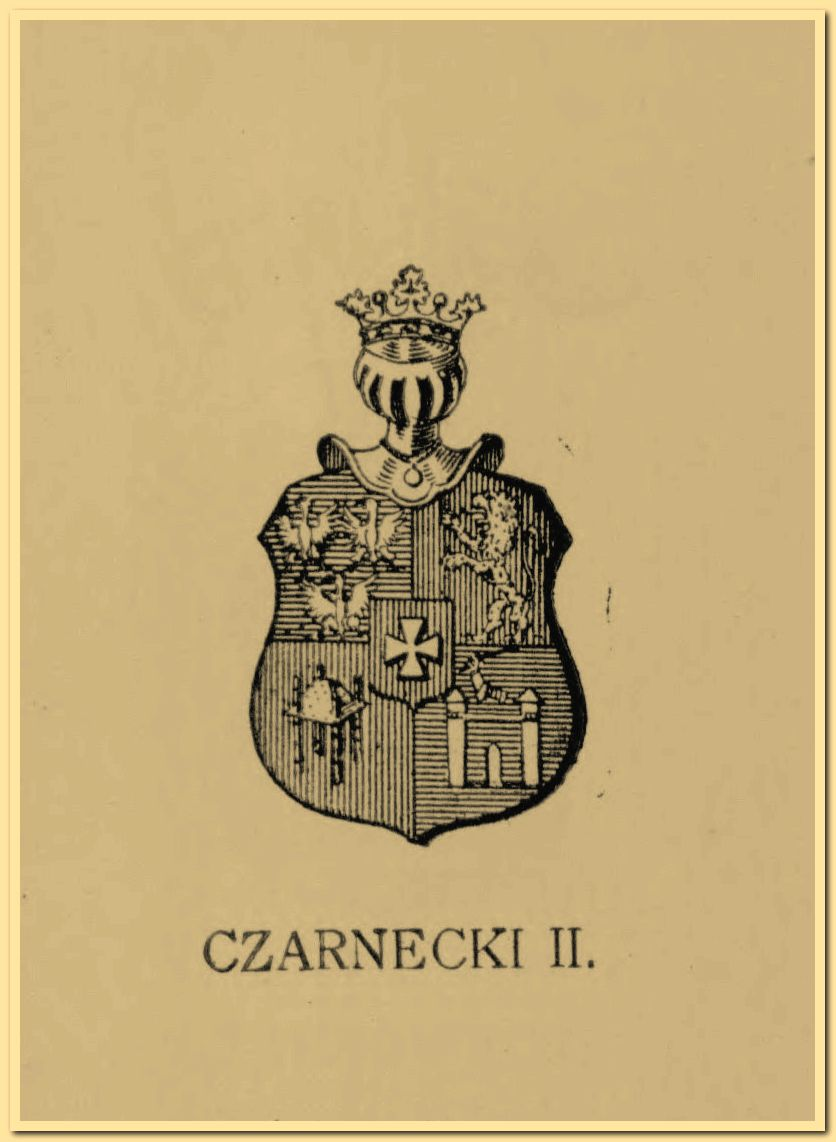
Wizerunek herbu Andrzeja Czarneckiego według Juliusza Ostrowskiego

Andrzej Czarnecki herbu własnego (ur. 1566) – polski szlachcic, kawalkator.
Urodził się w 1566. Pochodził z niemieckiego rodu hrabiów de Lailigen, był synem Andrzeja i Teresy Turowskiej. Jego dziad był gubernatorem Budy, dostał się do niewoli tureckiej i został stracony w Konstantynopolu. Ojciec Andrzeja spędził w niewoli otomańskiej 24 lata, po czym osiadł w Rzeczypospolitej.
Był kawalkatorem na dworze Zygmunta III Wazy, uczył jazdy konnej królewicza Władysława. Wziął udział w wojnie polsko-rosyjskiej (1609–1618). Odznaczył się podczas oblężenia Smoleńska. W 1611 po zdobyciu miasta przez wojska Rzeczypospolitej został nobilitowany, zezwolono na używanie dawnego herbu jego rodu. Do wizerunku herbu dodano dwie wieże, z których wystaje ręka z gotowym do uderzenia mieczem.